# Ischioscia sturmi
Ischioscia sturmi är en kräftdjursart som först beskrevs av Albert Vandel1972.  Ischioscia sturmi ingår i släktet Ischioscia och familjen Philosciidae. Inga underarter finns listade i Catalogue of Life.